# Demetrio Paleólogo Cantacuceno
Demetrio Paleólogo Cantacuceno (fl. 1420-1453) fue mesazonte] (ministro principal) de los emperadores Juan VIII Paleólogo y su hermano, Constantino XI Paleólogo. Su colega en el cargo de mesazonte fue Lucas Notaras.
Demetrio aparece por primera vez en la historia como uno de los cortesanos que aconsejó a Juan VIII apoyar al príncipe otomano Mustafá en su intento por tomar el control del Imperio Otomano tras la muerte de su hermano Mehmed I en 1421. Cuando el hijo de Mehmed, Murad, emergió como el vencedor, Demetrio fue seleccionado como uno de los emisarios (los otros dos eran Mateo Láscaris y Ángelo Filomato) para reunirse con Murat. El sultán mostró su disgusto porque los bizantinos habían apoyado a su tío poniéndolo en prisión; ninguno de ellos fue puesto en libertad hasta la conclusión de un tratado entre Juan VIII y Murad en febrero de 1424.
Desempeñó otros papeles destacados en los asuntos diplomáticos como mesazonte de los dos emperadores. Fue testigo de los tratados de Juan con la República de Venecia en septiembre de 1423, mayo de 1431, octubre de 1436, septiembre de 1442 y julio de 1447. También jugó un papel heroico en la defensa final de Constantinopla; según Donald Nicol, comandó una unidad de setecientos hombres apostados en el vecindario de la Iglesia de los Santos Apóstoles con su yerno Nicéforo Paleólogo, mientras que Steven Runciman lo asigna al mando de una parte de las murallas teodosianas junto al Mar de Mármara.
El destino de Demetrio después de la caída de Constantinopla ante el ejército del sultán Mehmed II no está claro. Du Cange escribe que Demetrio y su yerno fueron asesinados defendiendo la ciudad; Steven Runciman escribe que fue capturado vivo. Donald Nicol señala que se registra que un Demetrio Cantacuceno escapó de la ciudad caída, con su familia y otros refugiados, en el barco del almirante genovés Zorzi Doria. Doria los llevó hasta Quíos, donde el capitán veneciano Tomas Celsi les dio paso a Candia (la actual Heraclión) en Creta. Nicol también menciona el registro de la hija de «un tal Demetrio Cantacuceno y su esposa Simonis Gadelina, llamada María» que se casó con Teodoro, hijo de Pablo Paleólogo, en Corfú en noviembre de 1486.
Nicol no ofrece información sobre los nombres de los padres de Demetrio Paleólogo Cantacuceno, aunque afirma que Demetrio era primo del emperador Juan VIII.  El nombre de su esposa no se nos menciona, aunque tenía una hija que, como se mencionó anteriormente, se casó con Nicéforo Paleólogo, y se presume que Demetrio es el padre de un protostrator Cantacuceno que fue ejecutado junto con Lucas Notaras y Andrónico Paleólogo Cantacuceno cinco días después de la toma de la ciudad.